# Dom podcieniowy

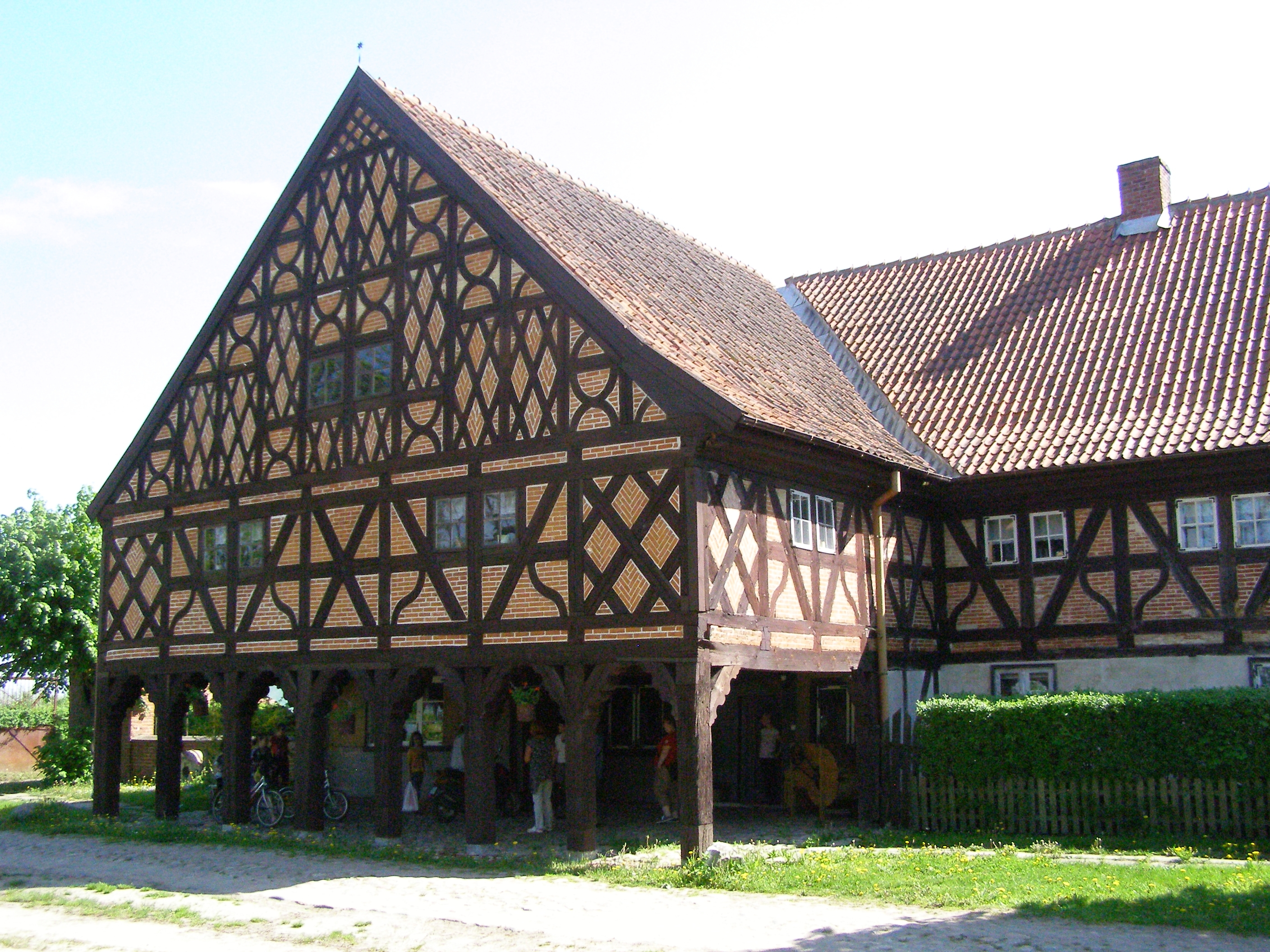
Dom podcieniowy we wsi Trutnowy z 1720 – Typ 2

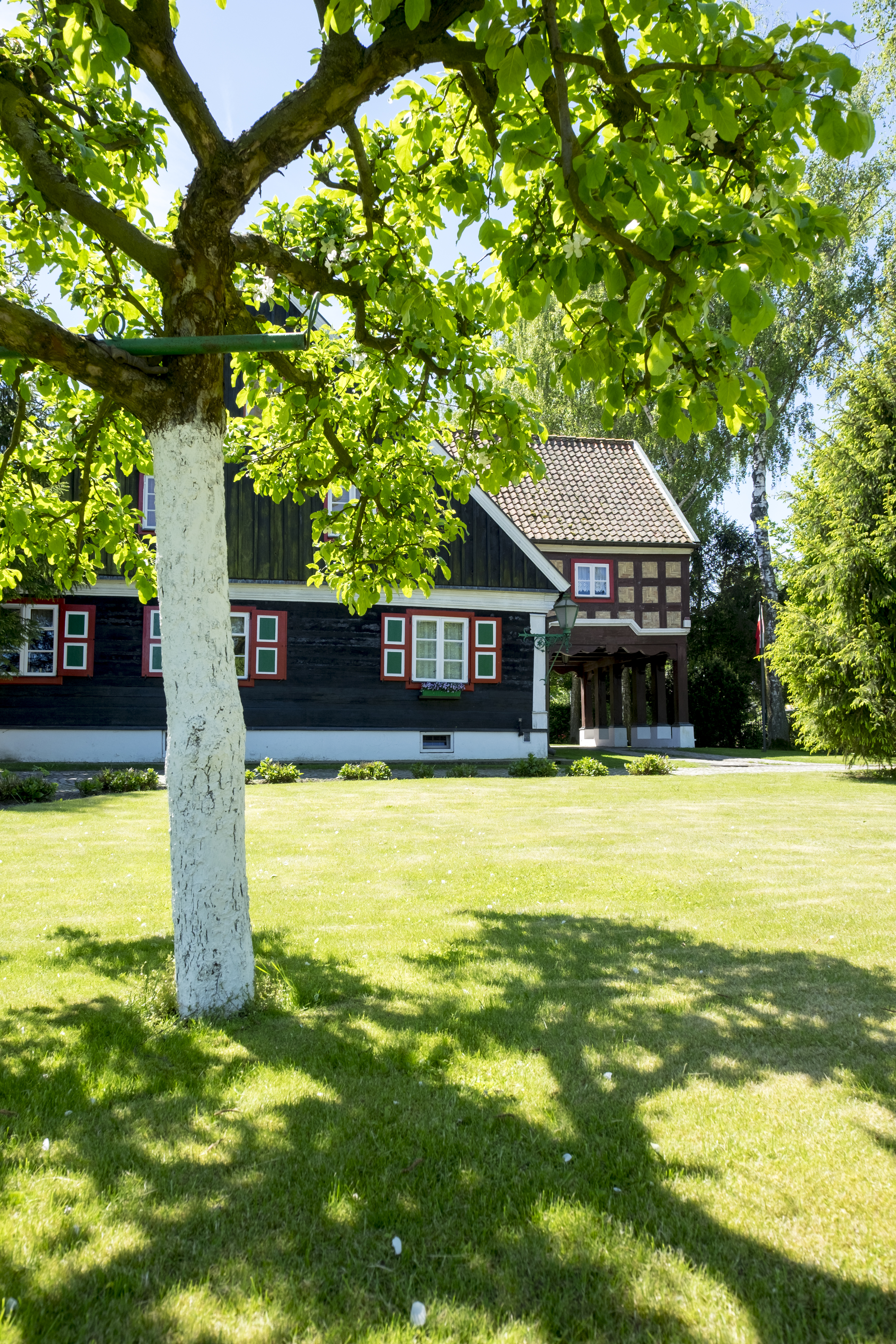
Dom podcieniowy nr 6 w Żuławkach z końca XVIII w. – Typ 3

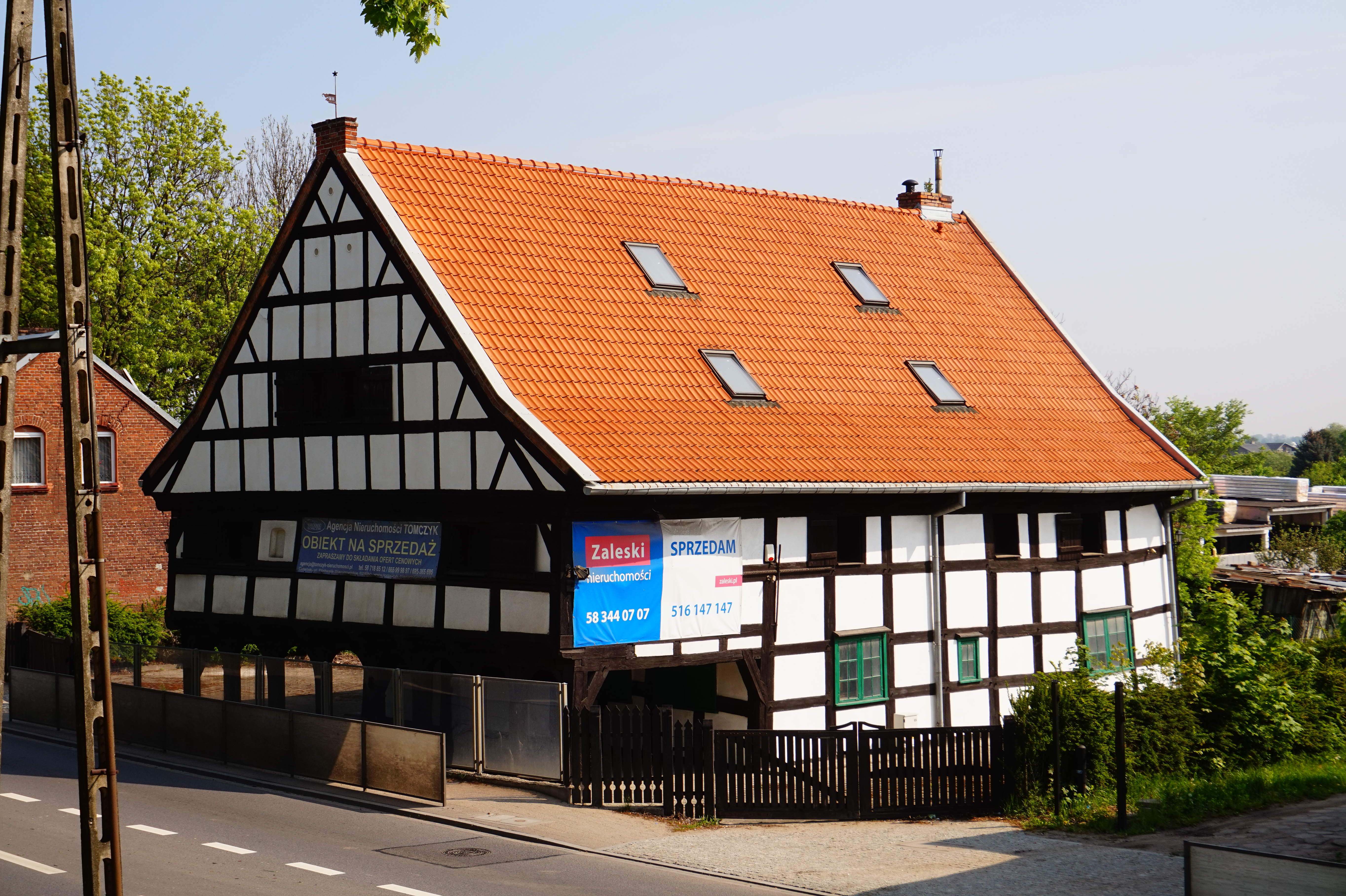
Dom podcieniowy w Gdańsku – Lipcach, tzw. Lwi Dwór – najstarszy zachowany na Żuławach dom podcieniowy z 1572 – Typ 1

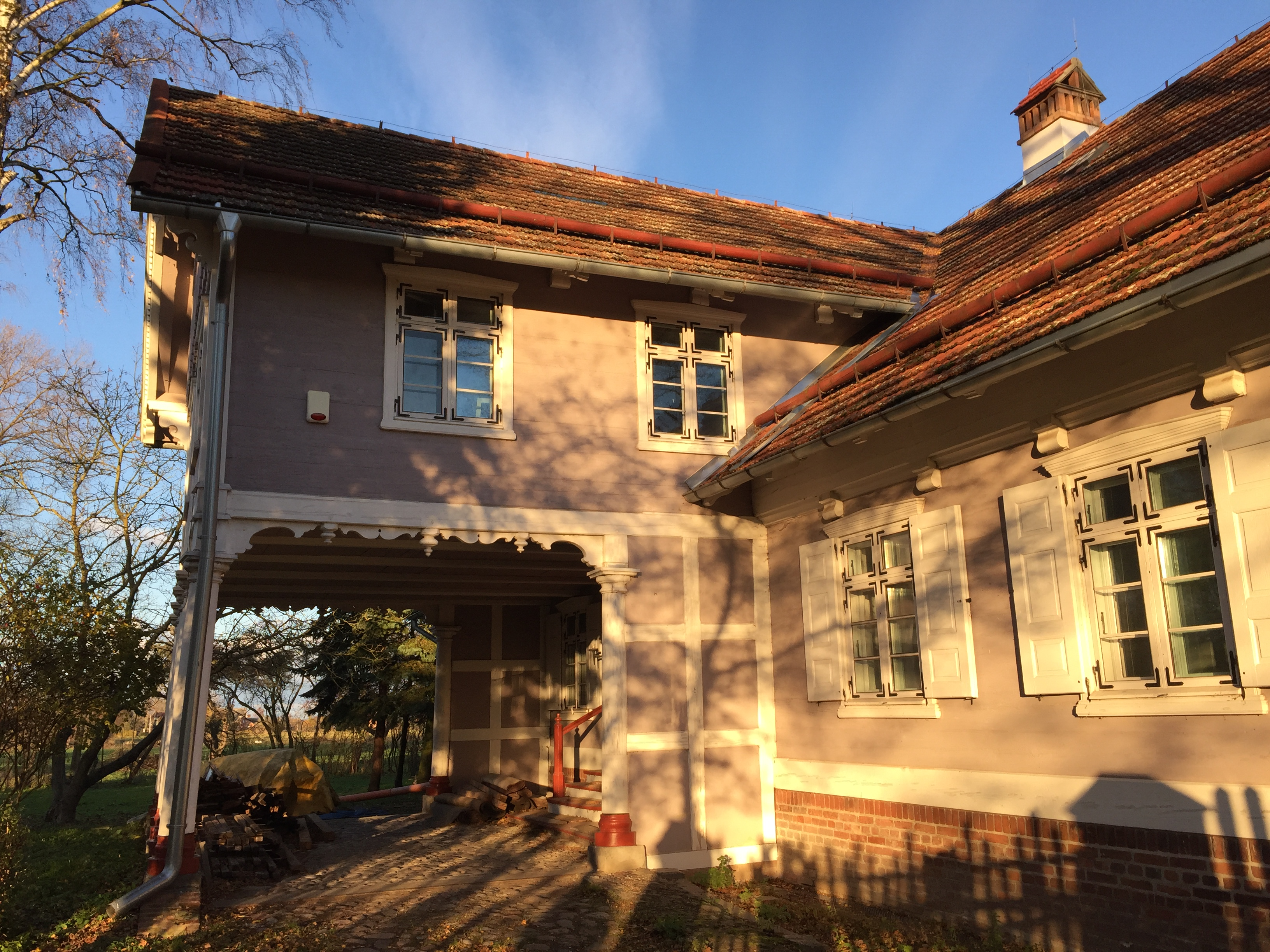
Dom podcieniowy nr 75 w Żuławkach – Typ 3

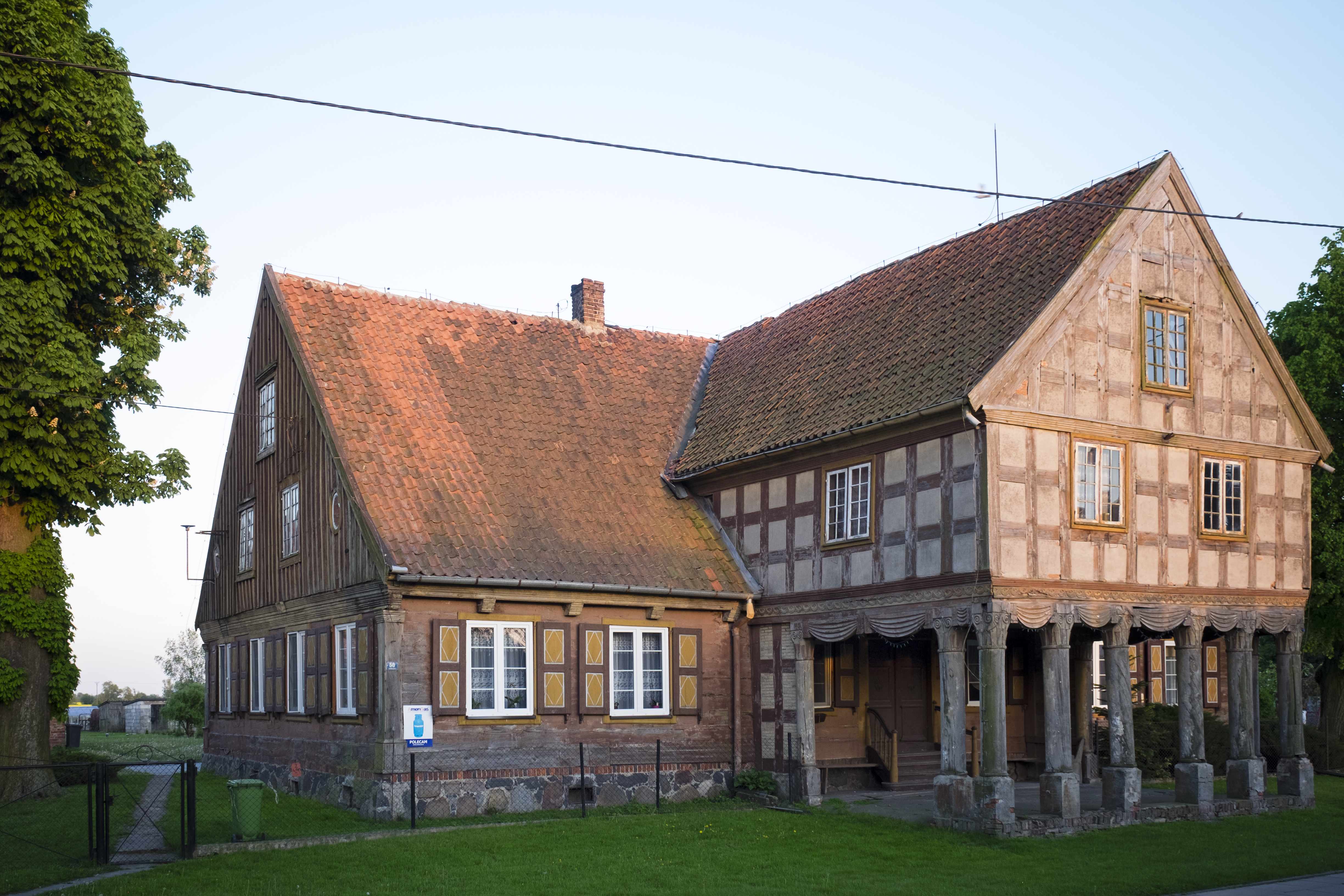
Dom podcieniowy w Nowej Kościelnicy

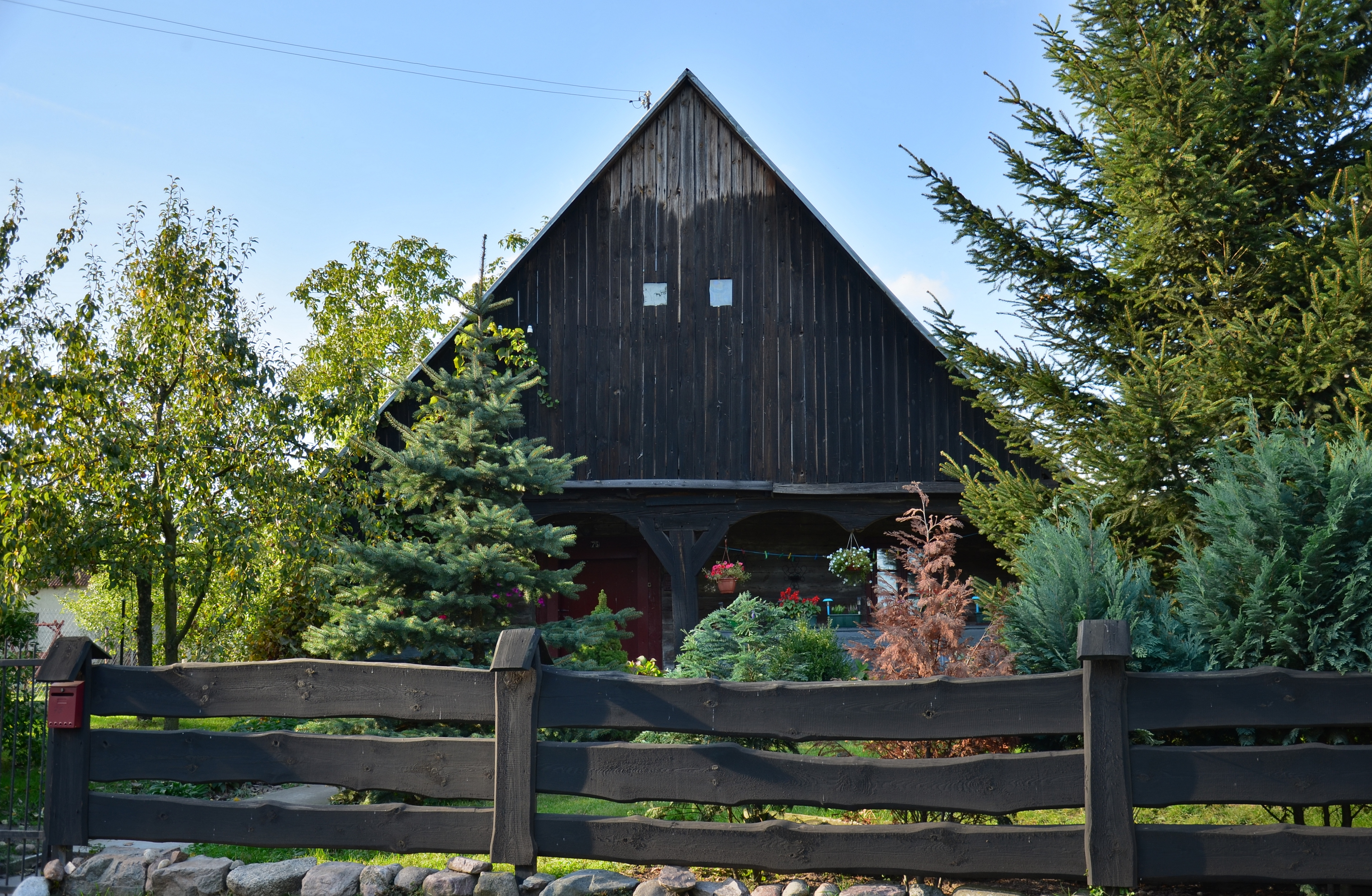
Chata podcieniowa z XVIII wieku w Szczuce w powiecie brodnickim

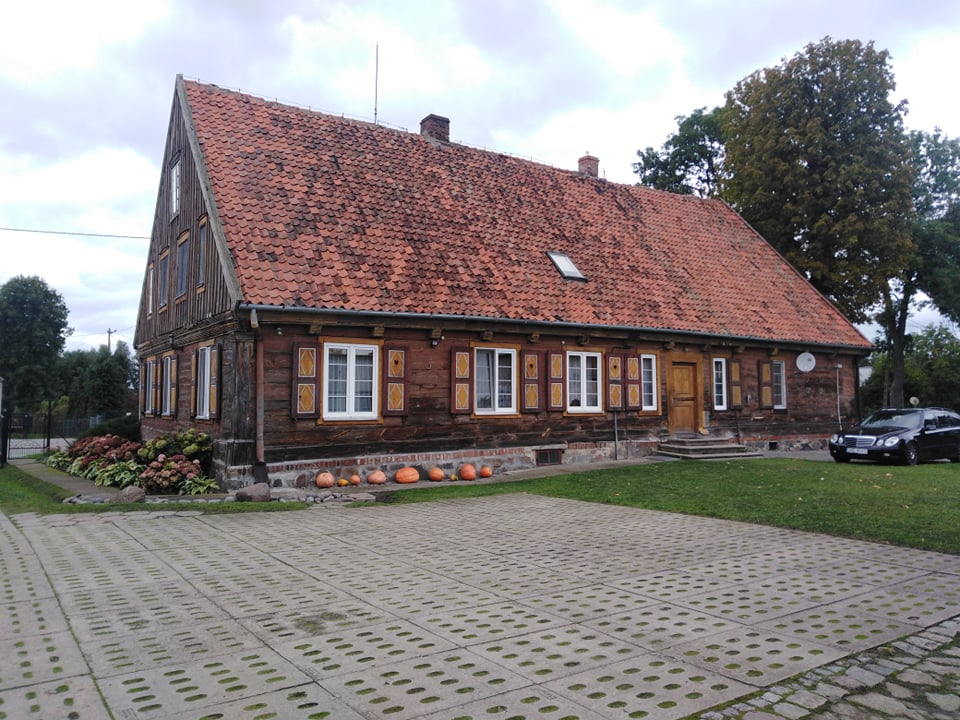
Dom podcieniowy, Żuławy

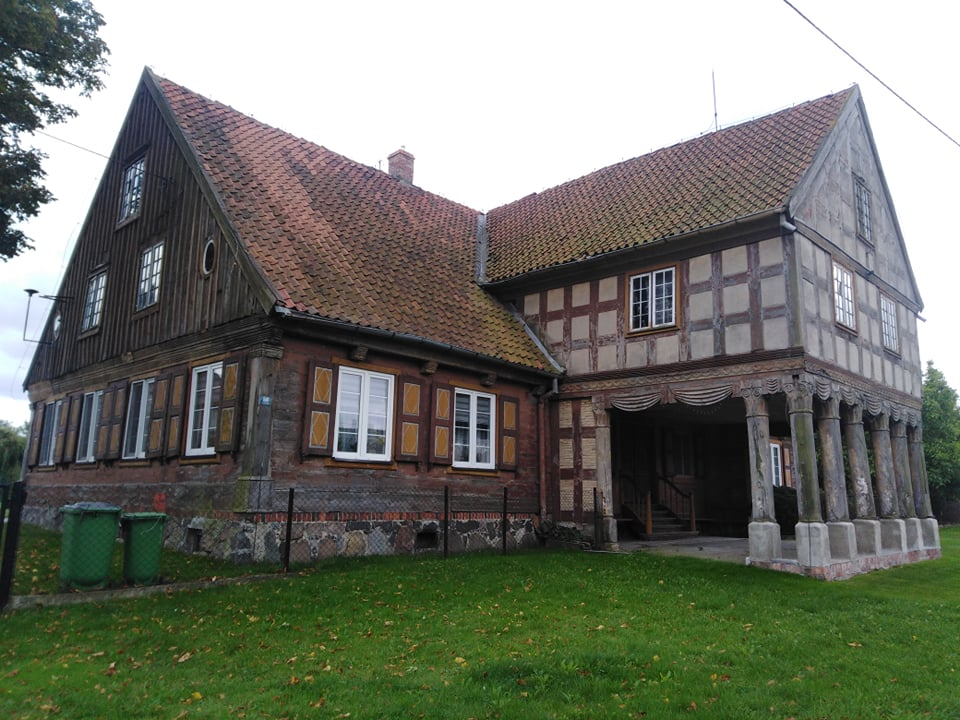
Dom podcieniowy na Żuławach

Dom podcieniowy (niem. Vorlaubenhaus) – reprezentacyjny typ budynków wiejskich, występujący zwłaszcza na Żuławach, ale także w innych regionach Polski, Czech i Niemiec.

## Charakterystyka
Są to budynki mieszkalne, w których do szczytu lub ściany bocznej przylega wsparta na słupach zamknięta sporych rozmiarów wystawka. Podcienie przez większość swojej historii pełniły głównie funkcję reprezentacyjną, w praktyce wykorzystywane były jako pokoje letnie, miejsca spotkań modlitewnych lub podręczny magazyn/warsztat. Często też podcień dostawiano wtórnie, aby podkreślić status społeczny właściciela, a jego architektura odznaczała się bogatymi zdobieniami zwłaszcza w konstrukcji słupów, które na przełomie XVIII/XIX w. przybierały kształty typowe dla budynków klasycystycznych (np. słupy podcienia w domu w Nowej Kościelnicy naśladujące kolumny jońskie). Charakterystyczne są też tzw. fachwerki, czyli efektowne układy konstrukcji ryglowej często zdobiące czoło podcienia (np. w domu podcieniowym w Trutnowach czy Stalewie). Najlepiej zachowane domy podcieniowe można zobaczyć w Trutnowach, Żuławkach (nr 6 i nr 75), Marynowach, Nowej Kościelnicy i Przemysławiu.
Pod koniec II wojny światowej wiele domów zostało utraconych. Pozostałe budynki skonfiskowano i przydzielono robotnikom rolnym pracującym w przedsiębiorstwach państwowych. W wyniku modernizacji rolnictwa i prywatyzacji przedsiębiorstw państwowych po 1989 roku znacznie pogorszyły się warunki życia byłych robotników rolnych. W rezultacie domy dalej popadały w ruinę.
Około 1900 roku na Żuławach było co najmniej 221 domów podcieniowych. W latach 50. XX wieku Jerzy Stankiewicz w przeprowadzonej inwentaryzacji zabytków żuławskich określił liczbę domów podcieniowych na około 140. W rzeczywistości funkcjonowało wówczas 184. Według Lecha Krzyżanowskiego w roku 1968 było ich już tylko 165. Według badaczki Marty Koperskiej-Kośmickiej w 2013 roku pozostało ich 108. Ich liczba szybko spada. W latach 2015–2020 Tomasz Zybała naliczył na Żuławach Wiślanych jedynie 43 budynki podcieniowe które uznał, w stanie na tyle dobrym, by znalazły się w Państwowym Rejestrze Zabytków. Z wyjątkiem domu Lwi Dwór w Gdańsku-Lipcach, wszystkie pochodzą z lat 1720-1860. Zybała swoje obliczenia oparł jednak wyłącznie na wojewódzkim rejestrze zabytków, który opisuje 52 nienaruszone i 6 zrujnowanych budynków. To zaniża całkowitą liczbę cennych domów.
W XXI wieku dom podcieniowy stał się najważniejszą cechą Żuław. Ponieważ przetrwanie pozostałych domów jest uważane za ważne dla tożsamości kulturowej regionu i jego mieszkańców, podjęto wiele wysiłków, aby zwrócić uwagę opinii publicznej na ich zachowanie i restaurację.
Historia kultury Doliny Dolnej Wisły i Żuław Wiślanych jest centralnym punktem nowego skansenu Olenderskiego Parku Etnograficznego w Wielkiej Nieszawce, który otworzył swoje podwoje w 2018 roku. Jednym z przeniesionych tu gospodarstw jest dom podcieniowy z Kaniczek wybudowany w 1757 roku. Do gospodarstwa należy XIX-wieczna chata, w której mieszkali pracownicy sezonowi, i którzy wykonywali prace gospodarskie. W Dolinie Dolnej Wisły zachowały się jednak tylko trzy domy podcieniowe.

## Geneza podcienia
Podcień jest charakterystycznym elementem tradycji lokalnej na Żuławach. Domy podcieniowe na Żuławach Wiślanych z uwagi na liczbę, cechy charakterystyczne i wielkość budynków, a także same podcienia, wydają się kontrastować z resztą Polski i Europy Zachodniej. Dlatego Waldemar Heym (1883–1967), na podstawie wykopalisk w Starzykowie Małym i Bystrzcu, próbował udowodnić, że domy z podcieniem występowały już we wczesnej epoce żelaza. Według niego duże znaczenie w ich rozwoju miała średniowieczna kolonizacja z przeniesioną techniką budowlana, które w połączeniu z żuławską tradycją budowania podcieni wytworzyły typowe dla regionu Żuław i okolic domy z wystawką podcieniową o sporych rozmiarach.
Faktycznie jednak domy podcieniowe wprowadzono na przełomie XVI i XVII wieku, prawdopodobnie ze względu na przykłady urbanistyczne i renesansowe nawiązania do klasycznego portyku. Można je znaleźć na dużym obszarze od Brandenburgii i Meklemburgii po Mazury, Warmię i Prusy Dolne. Dom podcieniowy w Pillgram koło Jacobsdorf (Oder-Spree) został wybudowany w 1594 lub 1595 roku. Porównywalne konstrukcje można znaleźć w domu z muru pruskiego na Łużycach i okolicznych regionach Polski, Czech i Niemiec. Znanym przykładem jest tak zwany „dom pruski” w Brtníkach (Czechy) z XVII wieku. Nie można również wykluczyć wpływów holenderskich, ponieważ osadnicy, którzy skolonizowali obszar Nowego Jorku, wprowadzili motyw arkadowego ganku w obu Amerykach.
Domy podcieniowe były często kojarzone z potomkami menonickich emigrantów z Niderlandów, którzy stanowili znaczną część ludności na Żuławach i Dolinie Wisły. Założenie to nie jest jednak oczywiste, ponieważ większość menonitów miała awersję do luksusu i pokazu aż do XVIII wieku. Konserwatywne grupy menonickie z Doliny Dolnej Wisły, które wyemigrowały na Krym około 1800 roku, zabrały ze sobą tradycje budowy domów swojej ojczyzny, ale powstrzymały się od korzystania z podcieni. Z drugiej strony większość liberalnych menonitów z Żuław Wiślanych mieszkała już w domach podcieniowych. Domy podcieniowe były wyraźną oznaką dobrobytu, a potomków „holenderskich” osadników najwyraźniej było stać na taki symbol statusu.
Ze względu na swój rzekomo oryginalny charakter i domniemane regionalne pochodzenie motyw kruchty był popularny w III Rzeszy i zajmował poczesne miejsce w projektach osadniczych. Na przykład w osiedlu Danziger Dorf koło Magdeburga w 1938 roku wybudowano dom podcieniowy jako dom kultury.

## Stan badań i typologia domów podcieniowych Kloeppla
Wczesną wzmiankę o zabudowie folwarcznej Żuław można znaleźć w opisie tych ziem przez Abrahama Hartwicha, który donosił, że podcienia użyto w 1565 roku na pierwsze nabożeństwo protestanckie w Lasowicach Wielkich. Pierwsze domy podcieniowe zostały przedstawione na mapach geodezyjnych z około 1600 roku. W roku 1829 inspektor budownictwa wodnego Johann Christian Wutzke opisał rodzaje stosowanych konstrukcji w zabudowie wiejskiej Prus, w tym domy podcieniowe. Po raz pierwszy odrębność domów podcieniowych dostrzegł Bernhard Schmid. Podzielił on je na zagrody osadników emfiteutycznych lub olędrzy, zbudowane w konstrukcji wieńcowej z częścią mieszkalną, oborą i stodołą pod jednych dachem, bez podcieni, oraz związane z osadnictwem na prawie chełmińskim, gdzie dominowały zagrody rozproszone, podcieniowe, częściowo budowane w konstrukcji szkieletowej. Schmid rozróżnił również dwa typy podcienia: szczytowy oraz wystawkę podcieniową na ścianie dłuższej.
Otto Kloeppel w monografii architektury tego terenu przejął podział Schmida rozszerzając jedynie jego typologię. Praca ta, mająca wiele rysunków i zdjęć, stanowi do dziś podstawowe źródło wiedzy z architektury chłopskiej Żuław. Pierwsze opracowanie powojenne Jerzego Stankiewicza miało na celu weryfikację zniszczeń wojennych. W tym samym czasie opublikował on także artykuł poświęcony budowniczemu żuławskiemu Piotrowi Loewenowi. Polemikę ze Stankiewiczem dotyczącą Loewenowskich realizacji podjął w 1963 roku Lech Krzyżanowski, którego artykuł powstał na marginesie obszernej monografii budownictwa żuławskiego, wykonanej w ramach badań Państwowych Pracowni Konserwacji Zabytków. O żuławskich domach podcieniowych pisali także Erhard Riemann, Ute i Klaus Puls, a z polskich autorów Jerzy Domino, Jerzy Szałygin, Krystyna Laskowska, Maciej Prarat, Tomasz Błyskosz, Wiesława Chlodkowska i Marta Koperska-Kośmicka. Generalnie wszystkie prace opierają się na dotychczasowym schemacie przedstawionym przez Otto Kloeppla.
Kloeppel wyróżnił trzy grupy żuławskich domów podcieniowych:
- Pierwszym typem jest dom z podcieniem szczytowym. Najstarszym zachowanym przykładem jest dom w Gdańsku-Lipcach, tzw. Lwi Dwór, dendrochronologicznie datowany na 1572 rok[40]. Inne późniejsze przykłady takich domów znane są jeszcze m.in. z Klecia z połowy XVIII w., Kamienicy (nieistniejący) z końca XVIII w., Świerków – tzw. dom Dohringa (nieistniejący) pocz. XVII, Roszkowa – tzw. dom Knoppa (nieistniejący) i Rozgartu z 1754 roku[2]. Lech Krzyżanowski w swoim opracowaniu wspomina jeszcze domach w Suchym Dębie (przedstawiony na słynnej mapie z 1667) i Starym Polu, wszystkie rozebranych po ostatniej wojnie.[9]. Przypuszczalnie najstarsze domy podcieniowe były wszystkie wolnostojące, zbudowane w technice szachulcowej i zaopatrzone na całej długości w poddasze.

- Typ drugi posiada podcień szczytowy za skrzydłem bocznym w kształcie litery T lub L. Najstarsze znane przykłady pochodzą z 1 połowy XVIII w. – domy podcieniowe w Trutnowach z 1720 roku, Miłocinie z 1731 oraz Nowej Kościelnicy. Tu dom podcieniowy z reprezentacyjnym  gankiem, przedpokój i attyką łączy się z tradycyjnym folwarkiem z oborą i stodołą pod jednym dachem, uzupełnionym wolnostojącymi stodołami i stajniami w podwórzu. Ten ostatni to rodzaj domu, który, jak można przypuszczać, został sprowadzony przez Holendrów z ojczyzny[41][42][a].
- Typ trzeci charakteryzuje podcieniowa wystawka w ścianie wzdłużnej. Najstarsze znane przykłady takich domów pochodzą z poł. XVIII w. z Lubieszewa, Stalewa i Żuławek.

Wiele zamieszania wywołały przestarzałe teorie etniczne, które rozbrzmiewały w pracach Kloeppela. Kloeppel uważał wolnostojące domy podcieniowe pierwszego typu za część tradycji budownictwa saskiego i fryzyjskiego. Domy drugiego i trzeciego typu opisał jako warianti poprzecznie podzielonego niemieckiego zagrody (tak zwane Ernhaus), który określił jako frankoński. W końcu uznał wykorzystanie wolnostojących stajni i stodół za część polskiej tradycji budowlanej.